# Лудвиг III фон Лихтенберг
Лудвиг III фон Лихтенберг (на немски: Ludwig III von Lichtenberg (Ludemann); † 1369) от младата линия Лихтенберг, е господар на Лихтенберг-Лихтенау в Долен Елзас, домхер през 1318 г. и фогт в Страсбург в периода 1330 – 1353 г.

## Произход
Лудвиг е вторият син на Йохан I фон Лихтенберг (* 1281; † 22 август 1315) и съпругата му Аделхайд фон Верденберг (1315 – 1343), дъщеря на граф Хуго I фон Верденберг-Хайлигенберг († 7 декември 1280) и Мехтилд фон Нойфен. Внук е на Лудвиг II фон Лихтенберг и маркграфиня Елизабет фон Баден, дъщеря на маркграф Херман V фон Баден, родителите на Зигебодо II фон Лихтенберг († 1314), епископ на Шпайер (1302 – 1314). По-големият му брат Йохан III Млади († 1327) е баща на Йохан фон Лихтенберг († 1365), епископ на Страсбург (1353 – 1365). По-малкият му брат Херман фон Лихтенберг († 1335) е канцлер на император Лудвиг Баварски и епископ на Вюрцбург (1333 – 1335).
През 1335 г. Лудиг III разделя наследството между своя син и наследник Хайнрих IV и племенника си Симон (Симунд) (1335 – 1380), син на брат му Йохан III и на Матилда фон Саарбрюкен, на когото е регент.

## Фамилия
Лудвиг III се жени пр. 12 февруари 1348 г. за Хилдегард фон Финстинген-Бракенкопф (* 1349, † 14 февруари 1382 или 1386), дъщеря на Хайнрих 'Стари' фон Финстинген-Фалкенберг († 1335) и Валбурга фон Хорбург († 1362). Те имат децата:
- Хайнрих IV († 1393), женен за Аделхайд фон Геролдсек († 1411), дъщеря на граф Хайнрих II фон Велденц
- Аделхайд (1345, † 15 април 1413/1415), монахиня в манастира „Лихтентал“
- Елизабет (1345 – сл. 1376), монахиня в манастира „Лихтентал“
- Валпурга († сл. 1376), монахиня в манастира „Лихтентал“
- Йохан († сл. 1393)
- Метца († млада)